# Narcao
Narcao – miejscowość i gmina we Włoszech, w regionie Sardynia, w prowincji Sud Sardynia.
Według danych na rok 2004 gminę zamieszkiwały 3353 osoby, 39,4 os./km². Graniczy z Carbonia, Iglesias, Nuxis, Perdaxius, Siliqua, Villamassargia i Villaperuccio.

## Miasta partnerskie
- Bovegno
- Les Rues-des-Vignes